# Leirvík
Leirvík (Deens: Lervig) is een stadje op de Faeröer en een belangrijke regionale veerhaven aan de oostkust van het tweede grootste eiland Eysturoy.
Naast de belangrijke veerverbinding met Klaksvík is Leirvík ook belangrijk voor de visindustrie. De Norðoyatunnilin, een tunnel naar Klaksvík, werd geopend in april 2006.
Leirvík had op 31 december 2012 867 inwoners en vormde tot 1 januari 2009 een zelfstandige gemeente. Leirvíkar kommuna fuseerde op die dag met de aangrenzende Gøtu kommuna tot de huidige Eysturkommuna, waarvan Leirvík de hoofdstad werd.
Archeologische opgravingen hebben aangetoond dat Leirvík voor het eerst werd bewoond in de negende eeuw door de Vikings. Alle inwoners zouden in 1349 zijn omgekomen door een epidemie van de Zwarte Dood.

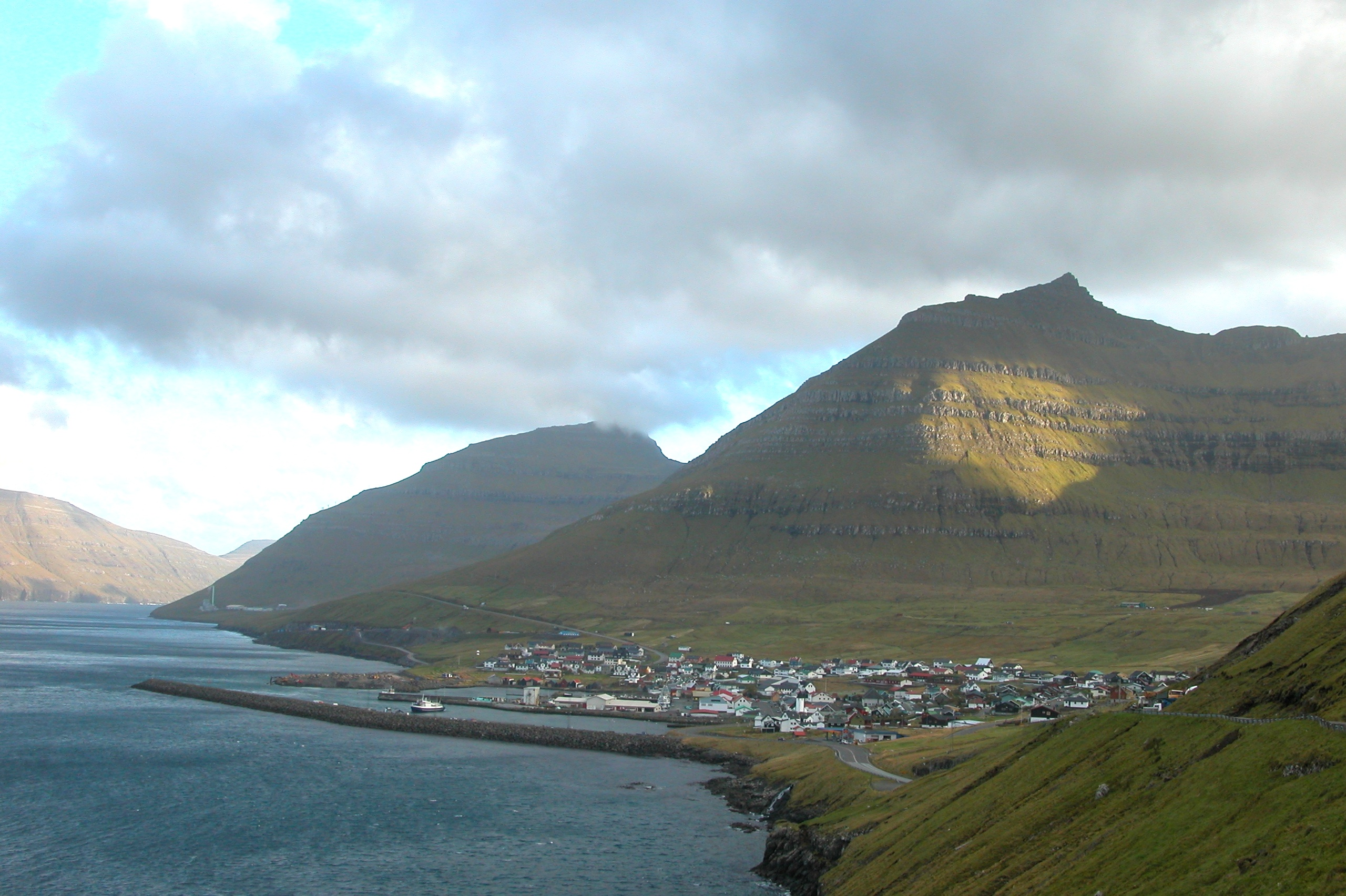
Panorama